# Anders Planting-Bergloo

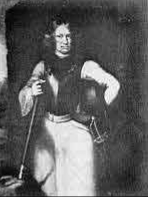
Anders Planting-Bergloo.

Anders Planting-Bergloo, född 9 februari 1619, död 26 februari 1682 i Stockholm, var en svensk militär.
Planting-Bergloo blev kornett 1631, löjtnant 1634, ryttmästare 1640, major 1648 och löjtnant vid kungens livgarde till häst 1654. Han blev överstelöjtnant vid Ridderhielms kavalleriregemente 1655 och överste för ett nyuppsatt skånskt kavalleriregemente 1658, som reducerades 1661. Han blev chef för ett kavalleriregemente i Riga 1664 som från 1665 fick namet Riksfältherrens livregemente. Han var överste för Jämtlands regemente till häst 1670 och blev generalmajor vid kavalleriet 1674. Han blev guvernör över Ösel 1678 och var kommenderande general för den svenska styrka, som 1678 inföll i Norge samtidigt anförtroddes han försvarsverket av Västernorrland och Jämtland. Han utsågs till guvernör över Wismar och chef för det där stående konungens tyska livregemente 1680, men på grund av sjukdom kunde han inte tillträda dessa befattningar, utan han tvingades istället 1681 begära avsked på grund av långvarig sjukdom. Planting-Bergloo adlades 1654 och introducerades samma år under nummer 628. Han erhöll 1674 i förläning godset Frösö med 400 dalers ränta i Frösö socken, till dess att vederlag kunde honom beredas på annat håll. Han begravdes i Riddarholmskyrkan i Stockholm 19 november 1682 och flyttades sedan till Häggeby kyrka Uppsala län där hans epitafier hängdes upp. Hans änka skänkte 1684 en ljuskrona till Häggeby kyrka.
Han var son till Johan Planting och bror till gravören Johan Planting samt gift med Catharina Margareta von Dieteritz från Tyskland. Paret fick tre barn.